# Феррери, Вальтер
| Открытые астероиды: 16          | Открытые астероиды: 16 |
| ------------------------------- | ---------------------- |
| (3625) Fracastoro               | 27 апреля 1984         |
| (3778) Regge                    | 26 апреля 1984         |
| (4061) Martelli                 | 19 марта 1988          |
| (4398) Chiara                   | 23 апреля 1984         |
| (4478) Бланко [1]               | 23 апреля 1984         |
| (5003) Silvanominuto            | 15 марта 1988          |
| (5022) Roccapalumba             | 23 апреля 1984         |
| (6114) Dalla-Degregori          | 28 апреля 1984         |
| (6289) 1984 HP1 [1]             | 28 апреля 1984         |
| (7396) Brusin                   | 4 марта 1986           |
| (10038) 1984 HO1 [1]            | 28 апреля 1984         |
| (10738) 1988 FW2                | 17 марта 1988          |
| (11476) 1984 HH1 [1]            | 23 апреля 1984         |
| (19968) 1988 FE3                | 19 марта 1988          |
| (21007) 1988 FD3                | 19 марта 1988          |
| (52267) 1986 EP2                | 4 марта 1986           |
| 1. совместно с Винченцо Цаппала |                        |

Вальтер Феррери (итал. Walter Ferreri, 1948) — это итальянский астроном и первооткрыватель астероидов, который работает в Туринской обсерватории, где заведует внешними связями. В период с 1984 по 1988 год в обсерватории Ла-Силья им было обнаружено в общей сложности 16 астероидов, четыре из которых были обнаружены совместно с другим итальянским астрономом Винченцо Цаппала.
Является членом нескольких итальянских и зарубежных объединений и с 1988 года входит в состав комитета №20 в международном астрономическом союзе. Вальтер Феррери активный популяризатор астрономии, который с 1977 года начал издавать астрономический журнал «Nuovo Orione» (итал.). Автор многих книг по астрономии, в том числе с соавторстве с Маргеритой Хак и Pippo Battaglia (итал.).
В знак признания его заслуг одному из астероидов было присвоено его имя (3308) Феррери.